# Maine Central

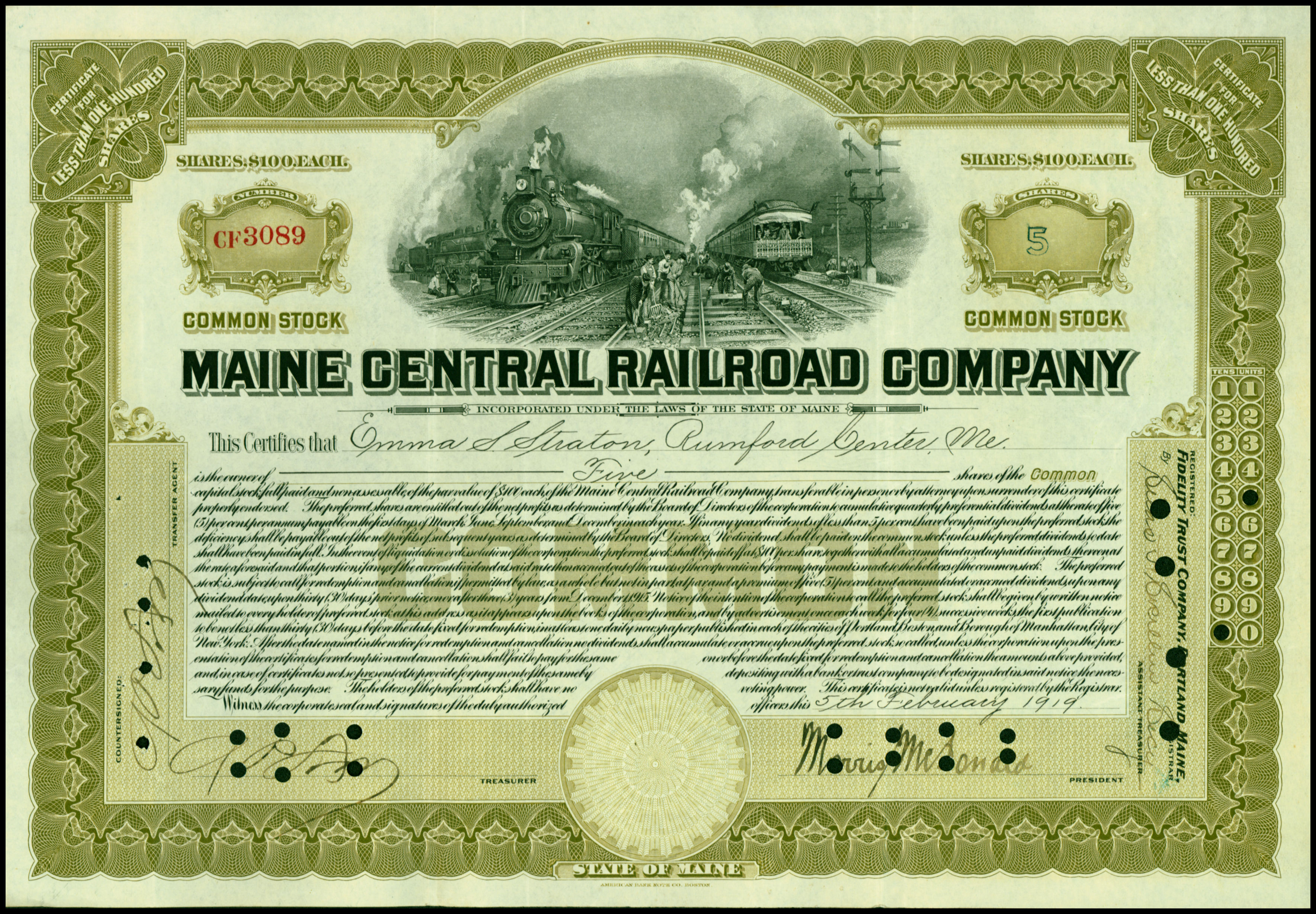
Action de la Maine Central Railroad Company en date du 5 fevrier 1919.

Le chemin de fer du Maine Central (sigle AAR: MEC) était un chemin de fer américain de classe I du sud du Maine. Il fut créé en 1856 et commença ses opérations en 1862. Il exploitait une ligne principale entre South Portland, Maine et la frontière canadienne avec le Nouveau-Brunswick à l'est, quant à sa Mountain Division, elle desservait le Vermont à l'ouest, et le Québec au nord. Après un développement important jusqu'à la Première Guerre mondiale, le réseau s'affaiblit et change de mains plusieurs fois au cours du XXe siècle. Une partie des lignes est encore exploitée de nos jours par l'entreprise Pan Am Railways. 

## Historique

### Création
Le Maine Central fut créé à la suite de la fusion en 1862 de l'Androscoggin & Kennebec Railroad et du Penobscot & Kennebec Railroad. La ligne résultante reliait Danville (devenu Auburn) à Bangor. Au niveau de Danville/Auburn, le MEC se connectait avec la ligne principale du Grand Trunk Railway qui reliait Portland à Chicago. Au niveau de Bangor, le MEC se connectait au Bangor & Piscataquis Railroad. Afin de permettre ces connexions, le MEC exploitait une ligne à écartement large (1,676 m), appelé aussi écartement "Canadien" ou "Portland". 

### Expansion
Le Maine Central racheta le Portland & Kennebec Railroad, dont la ligne à écartement standard allait de Portland à Danville/Auburn; à Portland, il se connectait au Boston and Maine Railroad. En 1871, le MEC acheva sa conversion à l'écartement standard pour faciliter les échanges de wagons. 
Le MEC commença à desservir  la baie de Penobscot en 1871, grâce à la location pour 50 ans des 53 km de ligne du Belfast & Moosehead Lake Railroad (B&ML). Cette ligne, nouvellement constituée, partait du port de Belfast, traversait le comté de Waldo pour atteindre Burnham Junction située sur la ligne principale Portland-Bangor du MEC. Le MEC exploita cette route sous le nom de "Belfast Branch" durant 55 ans; mais lorsque l'échéance arriva le 31 décembre 1925, Morris McDonald, président du MEC, annonça qu'il ne renouvellerait pas la location annuelle du B&ML à cause du net déficit du « Belfast Branch » en 1924. Le B&ML reprit l'exploitation de sa ligne le 1er janvier 1926; la gare de Burnham Junction permit les correspondances de voyageurs et de courriers avec le MEC jusqu'en 1960, quant au fret, les échanges se prolongèrent jusqu'en 2002.
En 1882, le MEC loua l'European & North American Railway (E&NA) entre Bangor et Vanceboro à la frontière du Nouveau-Brunswick.
De 1884 à 1914, le MEC passa sous contrôle du Boston and Maine Railroad, mais leur coopération se prolongea jusqu'au 29 décembre 1955. 
En 1888, le MEC racheta le Portland & Ogdensburg Railroad; il partait de Portland, traversait les montagnes Blanches du New Hampshire pour atteindre Crawford Notch, avant d'arriver à St. Johnsbury, Vermont, où il se connectait avec le Southeastern Railway (propriété du Canadien Pacifique CP). Plus tard, le MEC racheta également plusieurs embranchements à voies étroites utilisés pour l'industrie forestière, tel que le Sandy River & Rangeley Lakes Railroad en 1911, et le Bridgton & Saco River Railroad en 1912.
En 1889, le Canadien Pacifique acheta des droits de passages au MEC pour circuler entre Mattawamkeag et Vanceboro (ex portion de l'E&NA). Cette portion du MEC fut ensuite reliée à l'International Railway of Maine (filiale du CP), ce qui permit au Canadien Pacifique d'avoir une ligne principale entre Montréal et St. Jean. Cette ligne devint très utile pour acheminer le matériel de guerre canadien vers l'Europe via le port de St. Jean. Dans les mois précédents l'entrée en guerre des États-Unis, un saboteur allemand tenta de faire sauter le pont ferroviaire de Vanceboro qui permettait de traverser le fleuve Sainte-Croix, matérialisant la frontière internationale entre l'État américain du Maine et la province canadienne du Nouveau-Brunswick. 
Le Maine Central prolongea sa ligne vers l'est à partir de Bangor via Machias et Calais, avec des embranchements vers Bar Harbor et Eastport. 
Le MEC était à son apogée en 1917, mais à cause de la 1re guerre mondiale il fut nationalisé et placé sous le commandement de l'United States Railroad Administration (USRA). Son réseau de 2 185 km, s'étendait à l'est jusqu'à Vanceboro, Calais, et Eastport, au sud jusqu'à Portland, à l'ouest jusqu'à St. Johnsbury, et au nord jusqu'à Lime Ridge dans la province canadienne du Québec. Il exploitait aussi des lieux de villégiature, des bateaux à vapeur pour le cabotage côtiers et des ferries.

### Service voyageurs
Bien que son service pour voyageurs ne fut jamais étendu, le Maine Central exploitait plusieurs trains de voyageurs avec dénomination. Cela incluait le Bar Harbor Express, le Down Easter, le Flying Yankee, le Gull, le Katahdin, le Kennebec, le Mountianeer, le Penobscot, le Pine Tree, et le Skipper. En décembre 2001, l'Amtrak remit en service le Down Easter sous le nom de Downeaster, pour desservir le Maine, le New Hampshire et le Massachusetts.

### Déclin
Après la 1re guerre mondiale, le Maine Central commença à péricliter. Il vendit ou abandonna des lignes telles que les voies étroites forestières, ainsi que ses ferries et ses bateaux à vapeur. 
À partir des années 1930, il commença à remplacer ses locomotives à vapeur par des diesels. À partir de 1933, le MEC et le Boston and Maine Railroad utilisèrent un management commun, et se partagèrent l'exploitation du Portland Terminal Company.  
En 1955, le Maine Central acheva de racheter l'E&NA (reliant Bangor à Vanceboro) qu'il louait depuis 1882.  
Confronté à la concurrence croissante des automobiles, des camions et des autocars, le MEC exploita son dernier train de voyageurs le 5 septembre 1960, et continua à réduire son trafic de marchandises. Le 17 décembre 1974, le MEC vendit la portion Mattawamkeag-Vanceboro au Canadien Pacifique pour 5,4 million de dollars, tout en conservant ses droits de passage sur cette section de ligne. 

### Guilford Transportation
En 1980, le MEC fut racheté par US Filter Corporation, et fut ensuite vendu en 1981 à Guilford Transportation Industries (GTI). Ce dernier racheta le Boston and Maine Railroad en 1983, et le Delaware and Hudson Railway en 1984. Au début, Guilford commença à exploiter le réseau dans son intégralité, d'autant qu'il permettait de relier le centre du Maine à Boston, Massachusetts. Au milieu des années 1980, Guilford commença à rationaliser son réseau. Un tiers des lignes du MEC fut éliminé. Cela incluait: la "Mountain Division" reliant Portland à St. Johnsbury, Vermont; l'embranchement "Rockland Branch" reliant Brunswick à Rockland; l'embranchement "Calais Branch" reliant Bangor à Calais; et la "Lower Road" reliant Augusta à Brunswick. Guilford imposa de nombreux changements dans le management et les salaires, ce qui provoqua une grande grève contre la compagnie en 1986. De plus, pour éviter des accords syndicaux, la réorganisation de Guilford fut confiée à une filiale du Boston & Maine, appelée Springfield Terminal Railway.
Les anciens ateliers du MEC situés à Waterville, furent chargés de la réparation de l'ensemble des machines du GTI.
Au début des années 1990, Guilford remplaça le nom "Maine Central" situé sur le long capot des locomotives, par "Guilford Rail System", et une petite inscription "MEC"prit place sous la fenêtre de la cabine.

### Lignes vendues par Guilford
Le Rockland Branch fut repris par les fonds publics du Maine Department of Transportation (MDOT) et exploité par Maine Coast Railroad, puis par Safe Handling, et enfin par Maine Eastern Railroad. Puis le 1er novembre 2003, le Morristown & Erie Railway (M&E), racheta le Maine Eastern Railroad ainsi que la portion "Lower Road" (ancienne ligne principale du MEC, soutenue financièrement par le MDOT). 
Certains groupes, œuvrant pour la promotion et la préservation des chemins de fer, demandent à l'état propriétaire du Calais Branch et du Mountain Division, de remettre en service ces lignes pour des exploitations touristiques. 

### Pan Am Railways
GTI racheta Pan American World Airways en 1998. Au cours du premier trimestre 2006, GTI changea officiellement son nom en Pan Am Systems. Il transforma sa filiale ferroviaire Guilford Rail System en Pan Am Railways (PAR). Rapidement après, le PAR commença à repeindre ses locomotives en bleu ciel Pan Am.

## Structures du PAR

### Lignes principales du PAR
Le Boston and Maine Railroad rentre dans l'État du Maine par South Berwick, puis traverse North Berwick, Wells, Kennebunk, Arundel, Biddeford, Saco, Old Orchard Beach, et Scarborough avant d'arriver à Rigby Yard au sud de Portland. Rigby est la jonction historique depuis 1922 entre le réseau du B&M et celui du MEC. 
Le MEC part de Rigby vers le nord-est, pour traverser Portland, Falmouth, Cumberland, et Royal Junction (à Yarmouth). La ligne principale "Back Road" se poursuit vers North Yarmouth, New Gloucester, Auburn, Danville Junction, Lewiston, Leeds Junction, Readfield, Belgrade, Waterville, Pittsfield, Hermon, Northern Maine Junction, Bangor, Orono, Old Town, et se termine à Mattawamkeag.
Le MEC se connecte avec l'Eastern Maine Railway à Mattawamkeag, avec le Montreal Maine & Atlantic Railway à Northern Maine Junction, et avec le St. Lawrence & Atlantic Railroad à Danville Junction.

### Embranchements du PAR
Le Pan Am Railway via le Maine Central a toujours plusieurs embranchements en service: 
- Brunswick Branch
- Bucksport Branch
- Rumford Branch
- Calais Branch / Woodland Spur.

Par contre les embranchements suivants ont été vendus:
- Mountain Division
- Rockland Branch
- Calais Branch.